# Jean-Marie Strebelle
Jean-Rodolphe Strebelle, dit Jean-Marie Strebelle, né à Ixelles le 27 avril 1916 et mort en 1989, est un artiste peintre, dessinateur et cartonnier de tapisseries belge.

## Liens familiaux
Jean-Marie Strebelle est le fils du peintre Rodolphe Strebelle (Tournai 1880 – Uccle 1959) et le frère de l'architecte Claude Strebelle (1917-2010) et du sculpteur Olivier Strebelle (1927-2017). Sa mère est aussi artiste peintre.

## Biographie
Jean-Marie Strebelle quitte l'école à quinze ans pour travailler à partir de 1932 comme mousse dans la marine de pêche puis marchande et cela jusqu'en 1946. Il ira ainsi en Afrique et en Amérique du Nord et du Sud.
À partir de 1936, il suit les cours à l'Institut supérieur des arts décoratifs à Bruxelles. Il étudie la peinture monumentale chez Anto Carte, la mise en scène et les décors de théâtre chez Herman Teirlinck et la tapisserie et le tissage chez Elisabeth De Saedeleer. Étant à New York en mai 1940 au début de la Deuxième Guerre mondiale, il est engagé dans la marine marchande américaine et son bateau sera torpillé en 1943.
Avec ses deux frères et le peintre Carlo de Brouckère (nl), il crée le phalanstère de Thourout en 1946 qui fonctionnera jusqu'en 1950. Puis il voyage au Congo belge où il peint et expose. Il a habité à Uccle (avenue Defré) et puis à partir de 1961 jusqu'à sa mort à Ohain au no 7, chemin du bois Magonette dans une maison construite par son frère cadet, l'architecte Claude Strebelle.

## Œuvres
Jean-Marie Strebelle pratique une peinture gaie et pleine de fantaisie, le dessin précis.
Ses œuvres sont conservées aux : 
- Musée royal de l'Afrique centrale à Tervuren qui conserve une tapisserie de 166,5x346 cm.
- Musée communal de La Louvière
- Musée d'Ixelles (Bruxelles)
- Académie royale de langue et de littérature françaises de Belgique à Bruxelles
- Cabinet des Estampes de Liège.
- Famenne & Art Museum[1].

## Prix et récompenses
Jean-Marie Strebelle obtiendra deux fois le premier prix des Peintres de la Mer à New York et le prix Louis Schmidt en 1950 pour son tableau Portrait de Sophie.

## Expositions
Sa première exposition a lieu en 1938 au palais des beaux-arts de Bruxelles. Il aura par la suite de nombreuses expositions personnelles, tant en Belgique qu'a l'étranger.